# Dryadella pachyrhiza
Dryadella pachyrhiza är en orkidéart som beskrevs av Carlyle August Luer och Alexander Charles Hirtz. Dryadella pachyrhiza ingår i släktet Dryadella och familjen orkidéer. Inga underarter finns listade i Catalogue of Life.